# Lierneux
Lierneux es una comuna de la región de Valonia, en la provincia de Lieja, Bélgica. A 1 de enero de 2019 tenía una población estimada de 3614 habitantes.

## Geografía
Se encuentra ubicada al sureste del país, sobre el río Lienne en el macizo de las Ardenas.

### Secciones del municipio
El municipio comprende los antiguos municipios, que se fusionaron en 1977:
| - Lierneux - Arbrefontaine - Bra |

### Pueblos y aldeas del municipio
Trou de Bra, Grand-Heid, Reharmont, Sur le Thiers, Derrière le Thiers, Les Villettes, Pont de Villettes, Floret, La Chapelle, Brux, Gernechamps, Odrimont, Amcomont, Jevigné, Lansival, Verleumont, Hierlot, Menil, Petit-Sart y Grand-Sart.

## Demografía

### Evolución
Todos los datos históricos relativos al actual municipio, el siguiente gráfico refleja su evolución demográfica, incluyendo municipios después de efectuada la fusión el 1 de enero de 1977.
| Gráfica de evolución demográfica de Lierneux entre 1846 y 2019 |
|                                                                |